# Lophocampa endrolepia
Lophocampa endrolepia är en fjärilsart som beskrevs av Paul Dognin 1908. Lophocampa endrolepia ingår i släktet Lophocampa och familjen björnspinnare. Inga underarter finns listade i Catalogue of Life.